# Ede Komáromi
Ede Komáromi, né le 25 août 1928, à Szeged, en Hongrie, est un ancien joueur hongrois de basket-ball.

## Palmarès
- Finaliste du championnat d'Europe 1953